# Pietro Mezzapesa
Pietro Mezzapesa (Putignano, 19 febbraio 1930 – Ischia, 9 giugno 2008) è stato un politico italiano, scrittore e promotore di attività culturali.
Ha ricoperto il ruolo di Presidente della Provincia di Bari dal 20 novembre 1975 al 16 ottobre 1976.
È stato Senatore della Repubblica dalla VII alla X legislatura e Sottosegretario di Stato e membro del Consiglio d'Europa.